# Bandeira de Siziwang
Bandeira (Distrito) de Siziwang Dörbed qosiɣu; chinês: 四子王旗, pinyin: Sìzǐwáng Qí) é uma bandeira (equivalente a um condado) na Mongólia Interior, na China, que fica a cerca de 80 km a norte de Hohhot, a capital da Mongólia Interior.

## Administração
A sede do condado é a cidade de Wulanhua, que tem uma população de cerca de 200.000. Administrativamente, Siziwang está dentro da jurisdição de Ulaan Chab, uma prefeitura com nível de cidade.

## Local de aterrissagem de espaçonaves
Há cerca de 60 km ao norte de Wulanhua, em Honggor, é o principal local de pouso para a espaçonave tripulada Shenzhou. Uma estrada de 64,69 km foi construído especialmente para ligar Wulanhua a Honggor. Foi construído para apoiar a recuperação da nave Shenzhou. Esta estrada encurtou a viagem entre as duas cidades de duas horas para apenas 40 minutos.
A equipe de recuperação do programa espacial chinês (com SUV e caminhões de recuperação) monitora o progresso da reentrada perto do local de pouso e chegam logo após a aterrissagem.
Um pequeno caminhão de recuperação com uma grua que levanta a cápsula e coloca a mesma na parte traseira do caminhão para transportá-la de volta ao centro espacial.